# Južnosudanska funta
Južnosudanska funta, arapski. جنيه سوداني (junaih), ISO 4217: SSP je službeno sredstvo plaćanja u Južnom Sudanu. Dijeli se na 100 piastri.
Južnosudanska funta uvedena je 2011. godine, kada je zamijenila sudansku funtu, i to u omjeru 1:1.
U optjecaju su novčanice od 5, 10 i 25 piastri i 1, 5, 10, 25, 50, 100 funti.

## Vanjske poveznice
- Novčanice Južnog Sudana